# Falsificaciones del Banco de Inglaterra en 1873
Del 21 de enero al 28 de febrero de 1873, cuatro estafadores estadounidenses defraudaron al Banco de Inglaterra por valor de 102.217 libras esterlinas, lo que equivale a casi 10 millones de libras esterlinas en 2015. Los cuatro hombres responsables de las falsificaciones del Banco de Inglaterra, los hermanos George y Austin Bidwell, George MacDonnell y Edwin Noyes, fueron condenados en el Old Bailey y sentenciados a cadena perpetua. El descubrimiento del crimen, y las subsiguientes investigaciones y juicios, recibieron una amplia atención en ese momento, y el London Times lo describió como uno de los "más hábiles intentos de aprovecharse de la compleja organización del comercio moderno".

## Antecedentes
Los hombres responsables ya eran experimentados estafadores antes de las falsificaciones del Banco de Inglaterra. George Bidwell, de 33 años en el momento de las falsificaciones, había sido condenado a dos años de prisión en 1865 por su participación en la estafa de las tiendas de ultramarinos de Virginia Occidental. Su hermano Austin Bidwell, de 25 años en el momento de las falsificaciones, ya era un notorio falsificador de bancos en los Estados Unidos. George MacDonnell, graduado en Harvard, había estado llevando a cabo extensas operaciones de falsificación en Nueva Inglaterra y fue encarcelado en Sing Sing donde conoció a los hermanos Bidwell, que también cumplían condena allí.
Después de su liberación, los hermanos Bidwell y MacDonnell comenzaron a realizar varias operaciones de falsificación. Usando cartas de crédito falsas, los tres hombres defraudaron a los bancos de los Estados Unidos y Europa. Después de una campaña de falsificación en Brasil, los tres hombres se dirigieron a Inglaterra en 1872 para comenzar su plan para defraudar al Banco de Inglaterra. George Bidwell se puso en contacto con Edwin Noyes en Nueva York, quien se unió al grupo en Londres para la estafa.

## Estafa

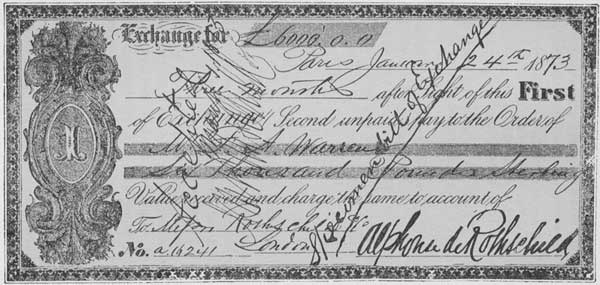
Una letra de cambio de 1873, Inglaterra.

La estafa comenzó cuando Austin Bidwell abrió una cuenta de depósito en una sucursal del Banco de Inglaterra con el pretexto de abrir un negocio de fabricación de automóviles pullman en la región, para no levantar sospechas de sus grandes transacciones financieras. Durante los meses previos al fraude, Bidwell se comportó como un cliente común, depositando facturas genuinas que habían sido aseguradas por George Bidwell y MacDonnell en la cuenta.  Luego, del 21 de enero al 28 de febrero de 1873, el grupo falsificó y cobró más de 94 letras de cambio por valor de más de 100,000 libras, que luego fueron transferidas al Banco Continental. Noyes actuó como el repartidor del grupo, intercambiando los fondos obtenidos de los cheques falsificados por bonos estadounidenses y oro.

## Detenciones y juicios

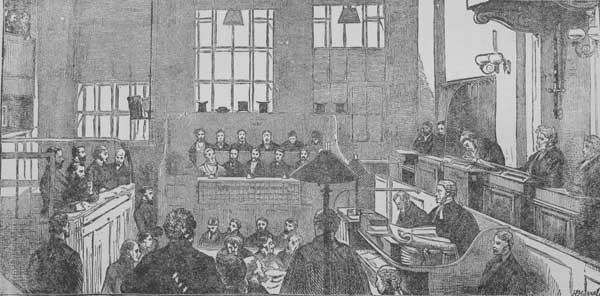
El juicio de los cuatro estadounidenses en el Old Bailey, Londres.

Las falsificaciones fueron descubiertas el 28 de febrero de 1873, cuando el banco se puso en contacto con el presunto emisor de un billete para verificar la fecha de emisión de tal billete, que no constaba en las transacciones que los falsificadores habían realizado ese día. Noyes fue arrestado al día siguiente, mientras hacía otro depósito en el Banco Continental. El resto de los conspiradores habían huido de Inglaterra; MacDonnell fue arrestado en Nueva York, Austin Bidwell fue detenido en La Habana (Cuba) y George Bidwell fue arrestado en Edimburgo (Escocia). Los cuatro hombres fueron condenados y sentenciados a cadena perpetua, aunque George Bidwell fue liberado más tarde en 1887 debido a su mal estado de salud, y Austin Bidwell fue liberado en 1892.

## Otras lecturas
- Booth, Nicholas (2015). The Thieves of Threadneedle Street: The Victorian Fraudsters Who Almost Broke the Bank of England. The History Press. ISBN 9780752493404.
- Hanrahan, David C. (2014). The Great Fraud on the Bank of England. Robert Hale. ISBN 9780709095958.
- Huxley, Ann (1969). Four against the Bank of England. Random House UK. ISBN 978-0090973002.
- Sheppard, Stephen (1979). The 400. Secker & Warburg. A fictional account of the robbery.

- Datos: Q30645590